# Afinidade eletrônica
Afinidade eletrônica (ou eletroafinidade), propriedade periódica, é a energia que um, e somente um átomo, em estado fundamental, no estado gasoso, liberta ao "ganhar" um elétron. Essa energia liberada é representada por um {\displaystyle \Delta H}, a variação de entalpia do processo. Em se tratando de processos favoráveis - onde há tendência do átomo em ganhar elétron - o processo será mais exoenergético (Reação exotérmica), ou seja, haverá maior liberação de energia (o que implica um {\displaystyle \Delta H} menor que zero). Segundo Mahan, Bruce M.; et. al.:
Em outras palavras, a afinidade eletrônica, A, é a quantidade mínima de energia necessária para remover um elétron de um ânion, para gerar um átomo neutro.".
Os processos favoráveis são aqueles em que o ganho de elétrons levará o átomo ao preenchimento da última camada eletrônica, ou ainda, levará o átomo a completar o octeto. A teoria do octeto proposta por Linus Pauling e amplamente conhecida em química diz que os átomos (representativos) mais estáveis são aqueles com oito elétrons na última camada, ou melhor, com a última camada completa, a exemplo os gases nobres.
Observando tais propriedades, desmente-se a ideia falsa de que os gases nobres (família 18) tem afinidade eletronica igual a zero. Tal conclusão equivocada pode vir da palavra "afinidade", sugerindo que átomos estáveis "não têm afinidade eletrônica". Na verdade, a afinidade eletrônica desses gases é menor em módulo, ou melhor, o processo é menos exotérmico para qualquer átomo gasoso com octeto completo. Observe que "afinidade eletrônica zero" representa um absurdo, uma vez que a admissão de um elétron por qualquer átomo necessariamente causa variação em sua energia.
A energia liberada é diretamente proporcional à energia potencial elétrica associada ao átomo e ao elétron admitido, e mostra-se inversamente proporcional ao raio atômico. Nas famílias da tabela periódica  a afinidade eletrônica aumenta em módulo conforme diminui o número de camadas, ou seja, de baixo para cima. No período, a afinidade eletrônica aumenta, em módulo, conforme o número atômico aumenta: da esquerda para a direita. Os elementos que liberam maior energia ao ganhar um elétron são os halogênios, pois são os que estão mais próximos de atingir configuração eletrônica de um gás nobre. É digno de menção que o elemento 17 da tabela periódica, o cloro (Cl), é o elemento de maior afinidade eletrônica, liberando a maior das energias ao receber um elétron. ({\displaystyle \Delta H=-349kJ/mol})

## Afinidade eletrônica em matéria condensada

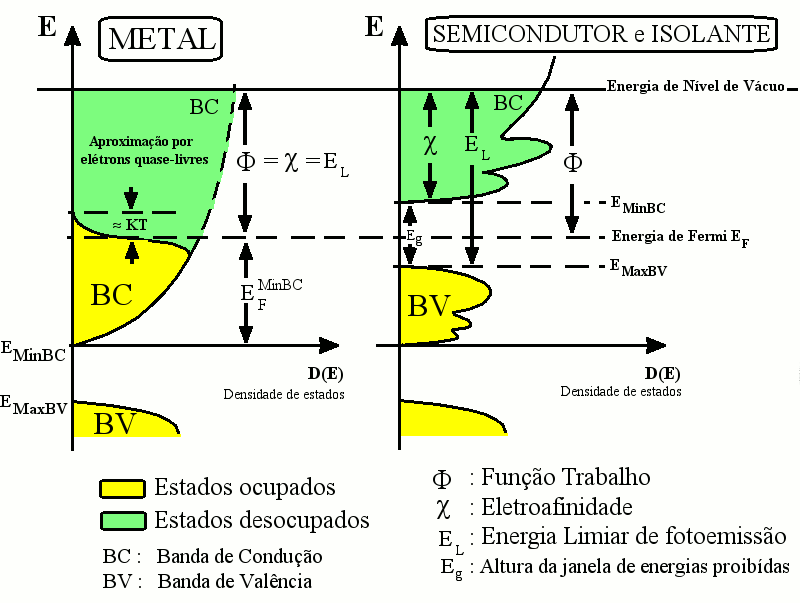
Principais energias em estrutura de bandas para sólidos cristalinos

Ao lidarmos com física do estado sólido e ao considerarmos técnicas de análise como a Espectroscopia de fotoelétrons excitados por raios X, a afinidade eletrônica é definida como a energia que seria liberada caso um elétron com energia de vácuo fosse introduzido na amostra, inicialmente neutra, ficando o mesmo por esta confinado. Sendo ENTotal a energia total do sistema com N+1 elétrons, N na amostra, neutra e em seu equilíbrio termodinâmico, e EN+1Total  a energia total do sistema em seu novo equilíbrio termodinâmico após a admissão do elétron, antes estático ao nível de vácuo, e após a liberação da energia envolvida no processo de admissão, temos:
χ = ENTotal − EN+1Total
Um elétron, ao ser introduzido no sólido, deve ocupar, assumindo o equilíbrio termodinâmico, o primeiro estado disponível em energia, ou seja, o estado desocupado com menor energia na banda de condução. A eletroafinidade corresponde portanto à diferença de energias entre o nível de vácuo e a energia do primeiro estado livre, o menos energético dentro da banda de condução do sólido. No caso de metais, equipara-se à energia de Fermi. Em semicondutores, corresponde à diferença de energias entre o nível de vácuo e a energia mínima da banda de condução.